# 580
Năm 580 là một năm trong lịch Julius.

## Sinh
- Ngụy Trưng